# قدر-101
سامن أو قدر-101 هو صاروخ باليستي متوسط المدى يعمل بالوقود الصلب وقابل للنقل بواسطة مركبات على الطرق. كُشف عنه لأول مرة خلال عرض عسكري في سبتمبر 2008.جرى اختبار الصاروخ في 10 نوفمبر 2008، ردًا على تجربة أمريكية لنظام الدرع الصاروخي أُجريت في 3 نوفمبر من العام نفسه. ومنذ ذلك الحين، لم تُنشر تفاصيل إضافية عنه وظلت سرّية.
يُعتقد أن الصاروخ مشتق من الصاروخ دي إف-15 الصيني، وقد تلقّى دعمًا تقنيًا في سياق تطويره كبديل لصاروخ شهاب-3 ضمن برنامج صواريخ عاشوراء وقدر-110. وتُرجّح التقارير أن إيران حصلت على هذه التكنولوجيا من شبكة الانتشار النووي التابعة لـعبد القدير خان. ويُعتقد أن المحرك الصاروخي لـ«قدر-101» اكتمل تصنيعه عام 2005. وتشير التقديرات إلى أن صاروخي «قدر-101» و«قدر-110» سيوفّران لإيران قدرات مضادة للأقمار الصناعية وصواريخ متوسطة المدى.

## الخصائص
يحمل الصاروخ رأسًا حربيًا ثلاثي المخروط. ولا يُعرف على وجه اليقين ما إذا كان ذو مرحلة واحدة أم ذو مرحلتين. تبلغ قدرة الحمولة التفجيرية له بين 650 و1,158 كيلوجرامًا من المواد شديدة الانفجار. ويبلغ قطره ما بين 1.0 و1.25 متر، فيما يصل طوله إلى 9 أمتار. ويتراوح مداه بين 750 و800 كيلومتر.